# Charles Gyamfi
Charles Kumi Gyamfi (Accra, 4 de dezembro de 1929 - Accra, 2 de setembro de 2015) foi um futebolista e treinador de futebol ganês que atuava de meio-campista.

## Primeiro africano a jogar em um clube alemão
Em praticamente toda sua carreira, Gyamfi jogou por equipes de seu país entre 1948 e 1960 - com destaque para Asante Kotoko e Hearts of Oak, pelo qual foi campeão nacional em 1958 e 1960, ano em que tornou-se pioneiro no futebol africano ao tornar-se o primeiro jogador do continente a defender um clube da Alemanha: o Fortuna Düsseldorf, onde jogou apenas uma temporada antes de encerrar a carreira em 1961.

## Carreira de técnico
Foi como técnico que Gyamfi obteve maior sucesso, principalmente com a Seleção Ganesa de Futebol, onde foi três vezes campeão africano - 1963, 1965 e 1982, sendo que nesta última comandou um ainda novato Abedi Pelé (o recorde foi igualado em 2010, pelo egícpio Hassan Shehata). Como atleta, representou as "Black Stars" entre 1950 e 1961.
Além da seleção nacional, treinou ainda a Seleção da África, a equipe sub-21 da Somália, o Municipal Club, o AFC Leopards e o Ashanti Gold, onde encerrou a carreira de treinador em 1993.
Gyamfi veio a falecer em 2 de setembro de 2015, aos 85 anos.